# Аргентинский рок
Аргентинский рок (исп. Rock de Argentina) — собирательное обозначение рок-музыки Аргентины, которая включает в себя большое разнообразие жанров — рок-н-ролл, блюз-рок, джаз-рок, поп-рок, панк-рок, гаражный рок, психоделический рок, хард-рок, хеви-метал и другие музыкальные стили. Основной язык исполнения — испанский.

## Зарождение
Рок-н-ролл, пришедший в Аргентину из США с записями Элвиса Пресли и Билла Хейли (который давал концерты в стране в 1958 году), пробудил желание у местных музыкантов воспроизвести их звучание. Несколько телевизионных шоу, таких как «Ritmo y Juventud» и «El Club del Clan», где выступали Палито Ортега, Виолета Ривас, Чико Наварро и другие исполнители, представлявшие зародившийся в стране стиль санни-поп, который совмещал мерси-бит и аргентинскую романтическую поп-музыку. Первые местные бит-группы возникли уже на заре рок-н-ролла. Наиболее заметными среди них были «Sandro y Los de Fuegos», которые записали целую серию испаноязычных версий рок-н-ролльных хитов того времени, и достигли коммерческой популярности. Сандро, солист группы, вскоре начал писать свои поп-хиты, что сделало его популярным в международном масштабе.

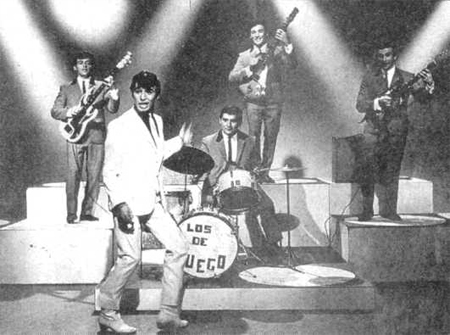
«Sandro y Los Fuegos» в 1961

Причины развития рока в Аргентине историки рока находят в параллелях между развитием этого стиля здесь и в США. Обе страны были местом иммиграции миллионов европейцев, а их музыкальное наследие было под сильным воздействием общеевропейского — как классики, так и фолка. Эти музыкальные влияния дали схожие результаты: блюграсс и кантри в США, фольклор гаучо и музыка пампасов в Аргентине. Здесь фольклор (так называемый nueva canción) всё чаще скрещивается с популярными музыкальными тенденциями в конце 1950-х годов.
К 1965 рок-музыка в стране быстро развивалась. Когда в большинстве стран мира национальный рок находился под спудом американской поп-музыки и «британского вторжения», в Аргентине он не только сохранился, но и эволюционировал в своем, независимом от британо-американского, направлении. С середины 60-х аргентинский рок стал локомотивом рок-движения в испаноговорящем мире. На андеграундной сцене появляются наиболее значимые фигуры раннего аргентинского рока. В джаз-барах «La Cueva» и «La Perla del Once», собирается местная богема, чтобы обменяться идеями. Среди них Морис, Pajarito Zaguri, Miguel Abuelo, Tanguito и Хавьер Мартинес — ударник и вокалист самой известной в то время аргентинской блюз-группы «Manal». «Los Beatnicks», членами которых были Морис и Мартинес, начали движение, которое понемногу привело аргентинский рок от подражания к собственному творчеству (хотя и следуя в основном британским тенденциям). Сформированная на тихих пляжах Villa Gesell, группа в 1966 записывает первый аргентинский испаноязычный сингл «Rebelde». Видеозапись, на которой участники группы разъезжают по улицам Буэнос-Айреса, стала первым в истории Аргентины видеоклипом.

## 1960-е: бит-группы

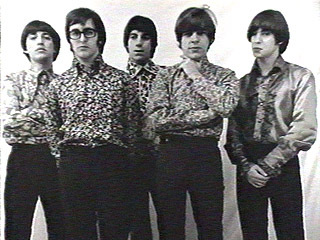
«Los Gatos» в 1967

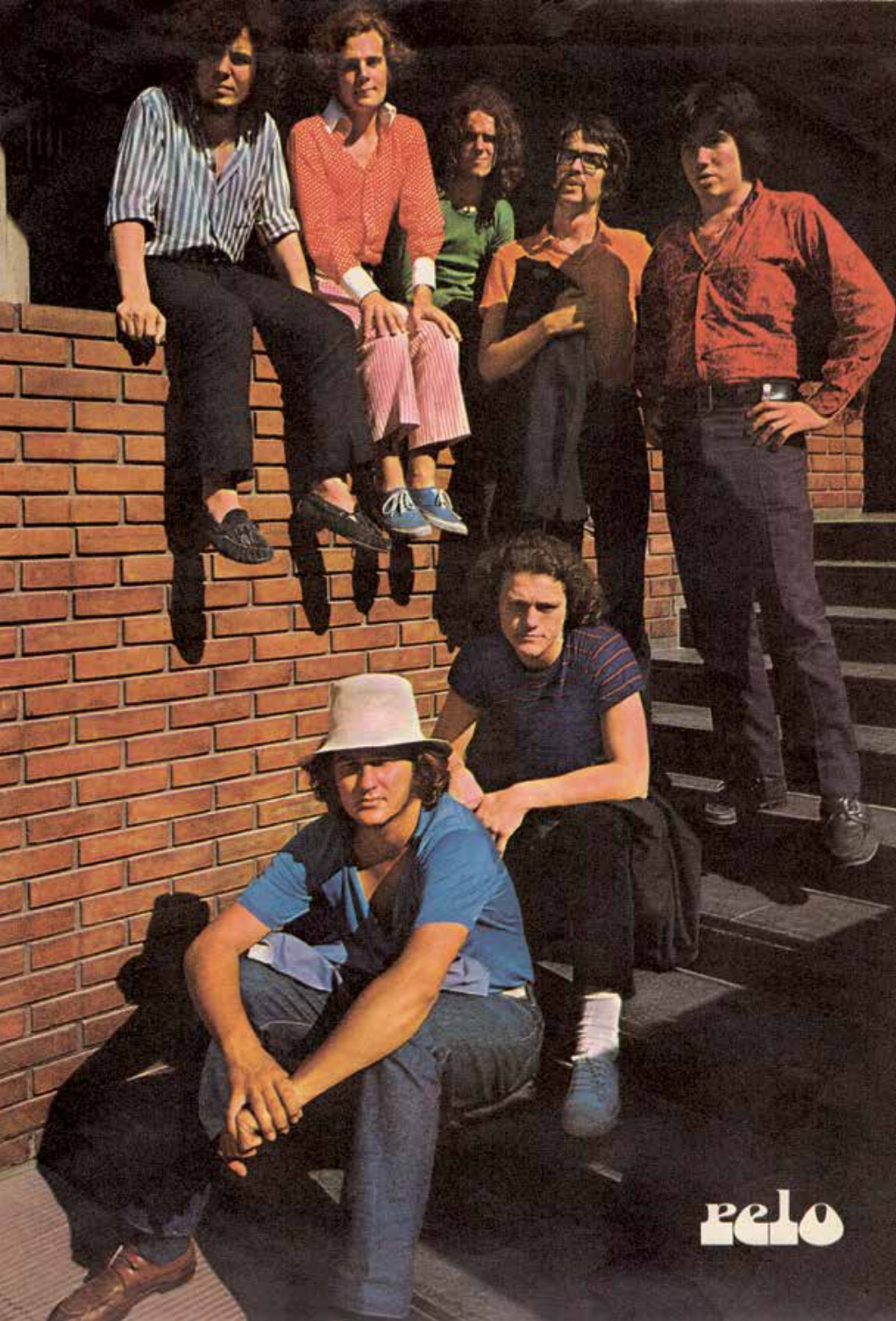
Группы «Almendra» и "Manal «на обложке журнала „Pelo“, 1970

Прорыв испаноязычного, оригинального по материалу рока совершила группаt „Los Gatos“. Поиграв несколько месяцев в „La Cueva“, где музыканты регулярно арестовывались по политическим мотивам, группа выпускает два сингла в 1967. „La Balsa“, песня отдаленно напоминавшая творчество „The Doors“, была сочинена Tanguito и продана в количестве 200,000 копий. В следующем году появился первый аргентинский рок-журнал „Pinap“, и был основан первый национальный рок-лейбл „Mandioca“. В 1969 состоялись четыре больших концерта: „June Sunday concerts“, „Festival Nacional de Música Beat“, „Festival Pinap“ и „Festival de Música Joven“.По следам „Los Gatos“ пошёл целый ряд групп, среди которых были самая влиятельная рок-банда конца 60-х „Almendra“ и „Manal“, первая успешная испаноязычная блюзовая группа. Эти группы и составили триумвират основателей аргентинского рок-движения, хотя ни у одной из них не было продолжительной истории. Ранняя рок-сцена Аргентины характеризовалась большим количеством изменений составов групп — участники мигрировали между коллективами или музыканты из разных банд встречались и организовывали новые. Естественно, что при таком движении возникало широкое поле для экспериментов. Так после распада группы „Almendra“ образуется три новых коллектива „Pescado Rabioso“, „Color Humano“ и „Aquelarre“. В 1970 „Vox Dei“ со своей уникальной смесью хард-рока и пасторальных мелодий вносят свежую струю в движение. Их альбом „La Biblia“ считается одной из основополагающих работ начала 70-х, и даже получает неожиданное одобрение католической церкви.

## 1970-е: акустический и тяжёлый рок

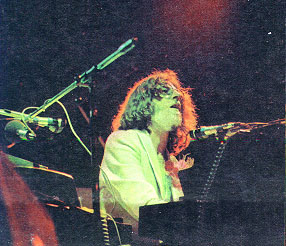
Чарли Гарсия во время концерта „Sui Géneris“ в 1975

В этом же 1970-м году впервые проведён „B.A Rock festival“, который стал площадкой для новых влияний которые будут доминировать в аргентинском роке первой половины 1970-х . На смене десятилетий наметилась диверсификация аргентинского рока, когда мир вступил в эру хард-рока и часть групп стали играть более тяжелую музыку. Самой влиятельной хардовой и блюзовой группой этого времени, получившей известность даже в США, стали „Pappo’s Blues“. Паппо не только заложил основы аргентинского блюза и харда, но и стал отцом-основателем местного хеви-метал, организовав в 1980-м первую в стране метал-группу „Riff“. Другим важным, но недооцененным рок-актом этого времени стали „El Reloj“.
Однако первый „B.A Rock festival“ продемонстрировал большое количество групп акустического рок-движения: „Arco Iris“, „Sui Generis“, Рауль Порчетто и „Pedro y Pablo“. Эти музыканты не только черпали вдохновение в аргентинском фолке, они начали эксперименты со всеми южноамериканскими стилями, а их тексты становятся все более поэтическими, а темами песен всё чаще становятся характер и положение человека. Распространение этих групп и их растущая популярность в начале 70-х годов стали вершиной движения хиппи в Аргентине, апогеем которого стал фестиваль „Acusticazo“ 1972 года. Несколько акустических рок-групп после него стали особенно популярными, в том числе „Vivencia“, „Pastoral“, и „Alma y Vida“. Эти и некоторые другие группы доминировали в чартах первой половины 70-х. Тогда же аргентинский рок впервые в своей истории стал популярен за границей. „Sui Generis“ и „Pastoral“ стали любимыми группами хиппи в Латинской Америке и даже за её пределами, в частности, в Японии.
„Sui Generis“ начали переходить от классического акустического рока к более электрическому звуку. Кроме того, в аргентинском андеграунде появились новые группы с совершенно другим звуком. Они отталкивались от экспериментальных акустических работ, танго, а также британского прогрессивного рока и джаза. Вершиной этого стали „Arco Iris“ с их первой латиноамериканской рок-оперой» Sudamerica o El Regreso al Aurora" (1972) и феноменальным эпическим двойником «Agitor Lucens V» (1974), в которых были смешаны арт-рок, джаз-фьюжн и world music. Для длинных импровизационных композиций, длящихся подчас по 15-20 минут, группе не хватало формата одного винила, и оба вышеупомянутых альбома были выпущены в формате двойного альбома. Мало кто тогда мог предвидеть, что середина 70-х станет переломным моментом не только аргентинского рока, но и для всей страны. Акустический рок уходил в историю, группы распадались, меняли звучание. На смену им приходил прогрессив. Классическая эра аргентинского акустик-рока завершилась в 1976 году. После этого лишь некоторые акустические составы имели умеренный успех, например «Nito Mestre y Los Desconocidos de Siempre». В этот период начинает доминировать симфо- и прогрессив-рок.

## 1975—1984: прогрессивный рок
Первыми в начале 1973 года комбинировать рок с прогрессивом и фолком стала группа «Contraluz». На первоначальном этапе на их музыкальный стиль большое влияние оказывала музыка «Jethro Tull». Но в начале 70-х они начали работать на слиянии рока с национальными музыкальными мотивами и фольклорной ритмикой. Их первый альбом «Americanos» появился в 1973 году. Песни для него были тщательно отобраны, с таким расчетом, чтобы высокий социальный накал текстов (выраженный даже в названиях — «Без работы», «Не опускайся до попрошайничества», «Тюрьмы без индейцев», «Чесоточный ветер» и другие) подчеркивался мощным голосом Альваро Канада. После большого успеха в Аргентине и активной деятельности на различных концертах, радио-и телевизионных выступлений, группа неожиданно для многих в 1974 году приостановила свою деятельность. Как оказалось позже, аргентинская цензура того времени не позволила группе более выступать и записываться. И лишь через долгих 27 лет после выхода их первого альбома, в 2000 году группа собралась и записала ещё три альбома.
Ещё целый ряд групп в это время развивают аргентинский прогрессив. Первый альбом группы «Espíritu», образованной в 1973, назывался «Crisalida» и считается их лучшим произведением. Его отличают красивые и разнообразные композиции с меняющейся атмосферой (от мягких акустических вещей до темповых тяжелых риффов), богато аранжированные клавишные и вокальные гармонии. Хард-рокеры «El Reloj» во втором альбоме 1975 года тоже повернули к мистическому прогрессиву, в стиле «Uriah Heep». Аргентинская группа «Relax» была образована в 1976 году братьями Даниэлем и Гектором Грассо. Оба были ярыми поклонниками Black Sabbath, Led Zeppelin, Deep Purple и других классических групп. В 1977 году они записали альбом «Padre». В стилевом отношении они отдали дань своим любимым командам, и в альбоме присутствуют такие жанры как progressive, hard, blues и т.д. Но из-за изменения конъюнктуры музыкального рынка альбом не стал популярен. У группы в дальнейших планах было сочинение рок-оперы основанной на жизнеописании Христа (как это сделали «Vox Dei»), но экономические проблемы не дали осуществить эту задумку. Подававшей, но не реализовавшей большие надежды, была группа «Reino de Munt». Альбом «Nin tiempo ni espacio» записали в 1972 году «Los Barrocos», но увидел свет он только два года спустя. Это смесь прогрессив-рока, психоделика и камерной музыки, несколько напоминающая работы англичан It’s a Beautiful Day.
В 1976 году большой успех выпал на симфо-рокеров «ALAS», чья музыка была ещё более интеллектуальна и нетрадиционна. Luis Alberto Spinetta организовывает новую группу "Invisible "в этом же году. Их симфонический звук, соединенный с ритмами танго, снискал успех у критики. Чарли Гарсия формирует новую группу «La Máquina de Hacer Pájaros», в которой начинает проявляться его интерес к симфо- и прогрессив-року. Ещё несколько симфо-прогрессивных групп, заслуживающих упоминания — Torax, Ave Rock, Anacrusa и Materia Gris.
Но пожалуй, наиболее значительным в симфо-прог движении были «Crucis». Их творчество начало привлекать внимание ещё в начале 70-х в андеграунде. Когда в 1975 году аргентинский рок захлестнули перемены, их музыка оказалась чрезвычайно популярной и востребованной слушателями. Композиции «Crucis» были мощными и динамичными, несколько напоминая классиков английского арт-рока Yes, но в целом очень самобытные, с неожиданными сменами ритма и «дуэлями» между гитарой Pino Marrone, часто использующего квакушку, и виртуозным клавишами Aníbala Kerpela. Не менее впечатляющей была и ритм-секция Gonzalo Farrugia — барабаны и José Luis Fernández — bass, который был основным композитором.

## Хунта
24 марта 1976 года демократическое правительство было свергнуто военной хунтой. Открылась одна из самых мрачных страниц в политической истории Аргентины, полная репрессий, страха и пропавших без вести граждан. Аргентинские рокеры начали подвергаться цензурным и политическим преследованиям одними из первых. В 1976 году в своей речи адмирал Эмилио Массера осудил рок-музыкантов и их поклонников, как «потенциально подрывные элементы», и в следующем году на них обрушились репрессии. До конца десятилетия почти все рок-музыканты ушли в подполье или уехали за рубеж.
Тем не менее, музыка продолжала развиваться. Параллельно с рядом симфо-прогрессивных проектов, хард-рокеры Vox Dei и Pappo’s Blues продолжали удерживать популярность. Продолжали создаваться группы, игравшие тяжёлый рок, например «Plus», которая дебютировала в 1976 и стала одной из самых успешных до конца десятилетия. 1977 был годом распадов и завершений: Crucis распался в конце года, Pappo’s blues тоже завершили семилетнюю карьеру. Aquelarre вернулись из своей испанской эмиграции, но после турне тоже разошлись в разные стороны. Но были и надежды на будущее: коллектив из Ла-Платаы под названием «Patricio Rey y sus Redonditos de Ricota» поразили публику комическими костюмами и нервными ритмами. Были несколько ярких одноальбомных проектов, например электро-фолковая «Soluna» (новая группа Gustavo Santaolalla) и «Bubu» с альбомом «Anabelas». В 1977 году пика успеха достигли «Orion’s Beethoven» братьев Адриана и Ронана Баров. В первом альбоме «Superangel»1973 года они представили совершенно нехарактерный для Латинской Америки краутрок в стиле Ash Ra Temple, но публика его не восприняла. А со вторым диском «Tercer Milenio», где они склонились к жесткому спейс-року, несколько напоминающему немецкую . группу Eloy, они неожиданно добились широкой популярности.
Период конца 70-х был не самый плодотворным для рока, и симфо-прог постепенно ушёл в более коммерческую сторону. Как и во всем мире, в стране гремела диско-лихорадка. Но именно в это время в Аргентине появляется первая настоящая супергруппа — Seru Giran.
В 1977 Чарли Гарсия объединяется с Давидом Лебоном, ex-членом Pescado Rabioso, для записи песен в Бразилии. Там они рекрутируют Оскара Моро, барабанщика легендарных «Los Gatos» и «La Máquina De Hacer Pájaros». Вскоре трио решает, что вместо продажи песен, как думали ранее, они будут сами его играть. Но для этого нужен был басист. Им стал Педро Аснар, друг Моро, одно время игравший в составе «ALAS». Гарсия, Моро, Лебон и Аснар сделали с Serú Girán две важнейшие вещи: разработали звучние, принципиально отличающийся от англоязычного рока и завоевали массовую популярность как у высших, так и у низших слоев населения аргентины. Serú Girán играли музыку и для «умных» и для «простых» людей. Первый альбом группы представил смесь бразильской музыки с симфо-роком и джазом, но концертное турне провалилось: люди требовали старые песни Sui Generis. Но уже второй диск «La Grasa de las Capitales» был тепло принят прессой и укрепил их статус как одной из самых популярных групп своего времени. Третий альбом Bicicleta (1980) вначале был воспринят вяло, но со временем признан лучшей работой Serú Girán. Оба эти диска более просты и скупее аранжированы, чем первый — в традициях входившего в силу панка и хэви-метал. Музыканты выпускают четвёртый релиз Peperina в 1981, но в конце года Аснар уходит из группы, чтобы учиться в Беркли. Завершением карьеры стали концерты в марте 1982 года на Arena Obras Sanitarias. Высшей их точкой стала песня «No llores por mi Argentina» (не имеющая отношения к одноимённой теме из мюзикла «Эвита»), песня полная символизма и стала пророческой.
Менее чем через месяц, 2 апреля аргентицы проснулись и узнали, что началась война, которую их правительство объявило Великобритании. Хорхе Луис Борхес написал стихотворение памяти британских и аргентинских солдат и назвал войну «ссорой двух лысых из-за расчёски». После трех месяцев боев в Южной Атлантике Великобритания восстановила контроль над Фолклендскими (Мальвинскими) островами. Популярность аргентинского военного правительства, доведшего страну до жесточайшего экономического кризиса, достигла своего дна, и вскоре оно пало. Состоялись демократические выборы, и это стало новой страницей в истории Аргентины и аргентинского рока.

## 80-е
На это время приходится расцвет аргентинской тяжёлой музыки. Первыми хард-рок в стиле Black Sabbath в Аргентине начали играть ещё во второй половине 70-х, например El Reloj, но окончательно к хэви-метал группа перешла в своем третьем альбоме La Esencia Es La Misma (1983). Однако основателями аргентинского металла считается группа «Riff», которую создал Pappo по возвращении из Европы под впечатлением от New wave of British heavy-metal. Их первые два альбома Macadam 3...2..1.0 и Ruedas de Metal (оба 1981) укрепили группу в этом статусе. Хотя это не был классический хеви, который играли в Англии Iron Maiden, а в США Metallica, а скорее тяжелый рок-н-ролл, более сходный со стилистикой Judas Priest. В 1982 году образовывается одна из самых влиятельных латиноамериканских групп Soda Stereo, которая имела успех и за пределами Аргентины в 1980—1990-х годах.

## 90-е
В 1990-е годы на аргентинской сцене появились такие группы как Babasónicos, Iguana Lovers, A.N.I.M.A.L.

## XXI век
25 февраля 2005 года Роберто «Паппо» Наполитано погиб в местечке Лухан в результате дорожно-транспортного происшествия на 71 километре трассы 5, в нескольких милях от дома в Баррио Сан-Антонио, который музыкант снял на лето. Согласно полицейским источникам, гитарист, отобедав и выпив в ресторане, на своем Harley Davidson последовал за другим мотоциклом, на котором ехали его сын Лучано и его дочь. Около местечка Estancia La Blanqueada мотоциклы задели друг друга, Pappo потерял контроль над своим мотоциклом, вылетев в сторону тротуара. Он был ещё жив, но но удар другого автомобиля с противоположной стороны убил его.
Прощание с блюзменом состоялось на следующий день в пантеоне музыкантов SADAIC на кладбище Chacarita (Capital Federal, Аргентина) для близких и множества поклонников, которые во время траурной церемонии пели его песни. В Буэнос-Айресе на площади Roque Sáenz Peña установлен памятник в его честь (авторы Juan B. Justo, Boyacá, Remedios de Escalada de San Martín y Andrés Lamas).
Заметным явлением в рок-жизни Аргентины нового тысячелетия стало возрождение после трех десятилетий распада и эмиграции прог-рокеров Contraluz. Выпустив три потрясающих альбома El Pasaje (2000), Ramos Generales (2003) и Novus Orbis (2011), в которых группа в дополнение к интеллектуальному арт-прогу ввела заметные элементы латиноамериканского фолка, Contralus ещё раз показали самобытность путей развития рок-музыки Республики Аргентина.